# Sven Roosen
Sven Roosen (27 de julio de 2001) es un deportista de Países Bajos que compite en atletismo. Ganó una medalla de plata en el Campeonato Europeo de Atletismo Sub-23 de 2021, en la prueba de decatlón.